# Accidente del helicóptero de la Fuerza de Defensa de Guyana
El Accidente del helicóptero de la Fuerza de Defensa de Guyana ocurrió el 6 de diciembre de 2023 cuando un helicóptero Bell 412EP operado por la Fuerza de Defensa de Guyana se estrelló en el oeste de Guyana, matando a cinco de los siete ocupantes a bordo. El accidente ocurrió a unas 30 millas al este de Arau, cerca de la frontera con Venezuela. El helicóptero transportaba a altos oficiales militares del GDF y, según se informa, estaba realizando "operaciones fronterizas".
El accidente ocurrió durante la crisis política entre Guyana y Venezuela sobre el territorio en disputa de Guayana Esequiba. El accidente marcó el incidente más mortífero en la historia militar reciente de Guyana desde el levantamiento de Rupununi en 1969.

## Contexto
Bajo el mando del coronel Michael Shahoud, comandante del 1.er Batallón de Infantería, el helicóptero se dirigía a un puesto militar en Arau, situado en la frontera con Venezuela, para inspeccionar las defensas del GDF en la zona, reforzadas como resultado del referéndum consultivo de Venezuela de 2023. El helicóptero del ejército fue pilotado por el teniente coronel Michael Charles, con cuarenta años de experiencia.
El helicóptero GDF Bell despegó del campamento Ayanganna a las 08:00 horas. A las 11:00 horas, el helicóptero Bell se detuvo para repostar combustible en el aeropuerto de Olive Creek, ubicado en el centro de Esequiba.
El contacto se perdió a las 11:20, aproximadamente a 30 millas al este de Arau, cerca de una aldea de Ekereku, en una zona montañosa con una densa selva. El 7 de diciembre, a las 14:30 horas, se encontró el helicóptero accidentado. Cinco de los siete a bordo fueron encontrados muertos y dos supervivientes; Cabo Dwayne Jackson y teniente coronel Andio Michael Crawford (Escuadrón de Fuerzas Especiales).

## Repercusiones
Las autoridades guyanesas descartaron un ataque venezolano, según el Brig. General Omar Khan. La pérdida del helicóptero Bell 412EP tuvo un impacto significativo en las capacidades aéreas de las Fuerzas de Defensa de Guyana, ya que representaba una cuarta parte de su flota de helicópteros.
Según el jefe del Estado Mayor del ejército de Guyana, Omar Khan, no había indicios de que el avión hubiera sido derribado desde el cielo. Las autoridades guyanesas afirmaron que en la zona había «mal tiempo».  El presidente de Venezuela Nicolás Maduro declaró al respecto: «Eso es un mensaje del más allá: no se metan con Venezuela, quien se meta con Venezuela se seca».